# Stowell
Stowell és una concentració de població designada pel cens dels Estats Units a l'estat de Texas. Segons el cens del 2000 tenia 1.572 habitants.

## Demografia
Segons el cens del 2000, Stowell tenia 1.572 habitants, 564 habitatges, i 433 famílies. La densitat de població era de 61,3 habitants per km².
Dels 564 habitatges en un 35,8% hi vivien nens de menys de 18 anys, en un 59,8% hi vivien parelles casades, en un 11% dones solteres, i en un 23,2% no eren unitats familiars. En el 19% dels habitatges hi vivien persones soles el 8% de les quals corresponia a persones de 65 anys o més que vivien soles. El nombre mitjà de persones vivint en cada habitatge era de 2,79 i el nombre mitjà de persones que vivien en cada família era de 3,21.
Per edats la població es repartia de la següent manera: un 27,9% tenia menys de 18 anys, un 9,8% entre 18 i 24, un 30,1% entre 25 i 44, un 22,4% de 45 a 60 i un 9,9% 65 anys o més.
L'edat mediana era de 34 anys. Per cada 100 dones de 18 o més anys hi havia 97,2 homes.
La renda mediana per habitatge era de 32.981 $ i la renda mediana per família de 39.792 $. Els homes tenien una renda mediana de 35.154 $ mentre que les dones 17.500 $. La renda per capita de la població era de 15.371 $. Aproximadament el 10,9% de les famílies i el 18,8% de la població estaven per davall del llindar de pobresa.

## Poblacions més properes
El següent diagrama mostra les poblacions més properes.